# Santa Maria Imbaro
Santa Maria Imbaro – miejscowość i gmina we Włoszech, w regionie Abruzja, w prowincji Chieti.
Według danych na rok 2004 gminę zamieszkiwały 1734 osoby, 289 os./km².